# Спокойный (Крым)
Споко́йный (до 1948 года Бозго́з-Кита́й; укр. Спокійний, крымскотат. Bozgöz Qıtay, Бозгозь Къытай) — исчезнувший посёлок в Первомайском районе Республики Крым, располагавшийся на востоке района на границе с Красногвардейским. Находился в маловодной балке (впадающей слева в Чатырлыкскую) степного Крыма, примерно в 3 километрах к востоку от современного села Октябрьское.

### Динамика численности населения
| - 1805 год — 135 чел. - 1864 год — 7 чел. - 1889 год — 14 чел. | - 1900 год — 56 чел. - 1915 год — 31/34 чел. - 1926 год — 90 чел. |

## История
Первоначально в источниках поселение фигурировало, как просто Китай. Первое документальное упоминание села встречается в Камеральном Описании Крыма… 1784 года, судя по которому, в последний период Крымского ханства  Хытай входил в Караул кадылык Перекопского каймаканства. После присоединения Крыма к Российской империи (8) 19 апреля 1783 года, (8) 19 февраля 1784 года, именным указом Екатерины II сенату, на территории бывшего Крымского ханства была образована Таврическая область и деревня была приписана к Евпаторийскому уезду. После павловских реформ, с 1796 по 1802 год входила в Акмечетский уезд Новороссийской губернии. По новому административному делению, после создания 8 (20) октября 1802 года Таврической губернии, Китай был включён в состав Бозгозской волости Перекопского уезда.
По Ведомости о всех селениях в Перекопском уезде состоящих с показанием в которой волости сколько числом дворов и душ… от 21 октября 1805 года в деревне Китай числилось 15 дворов и 135 жителей крымских татар. На военно-топографической карте 1817 года деревня Китай обозначена с 14 дворами. После реформы волостного деления 1829 года Кытай, согласно «Ведомости о казённых волостях Таврической губернии 1829 года», отнесли к Эльвигазанской волости. В те годы, видимо, вследствие эмиграции крымских татар в Турцию, деревня заметно опустела и если на карте 1836 года в деревне 12 дворов, то на карте 1842 года Китай обозначен условным знаком «малая деревня», то есть менее 5 дворов. Во время Крымской войны 1854—1856 годов в деревне размещался госпиталь для раненых из Севастополя.
В 1860-х годах, после земской реформы Александра II, деревню приписали к Григорьевской волости того же уезда. В «Списке населённых мест Таврической губернии по сведениям 1864 года», составленном по результатам VIII ревизии 1864 года, Китай — владельческая деревня с 1 двором и 7 жителями при колодцахъ, а в «Памятной книжке Таврической губернии за 1867 год» указано, что деревня стояла покинутая, ввиду эмиграции крымских татар, особенно массовой после Крымской войны 1853—1856 годов, в Турцию. На карте 1865 года в деревне обозначено 3 двора, в «Памятной книге Таврической губернии 1889 года» по результатам Х ревизии 1887 года записан Китай с теми же 3 дворами и 14 жителями.
Вновь, как Китай Александровской волости, деревня встречается в «…Памятной книжке Таврической губернии на 1900 год» , согласно которой в деревне числилось 56 жителей в 12 дворах. По Статистическому справочнику Таврической губернии. Ч.II-я. Статистический очерк, выпуск пятый Перекопский уезд, 1915 год, в деревне Боз-Гоз-Китай (Булгакова) Александровской волости Перекопского уезда числилось 8 дворов (все дворы безземельные) со смешанным населением в количестве 31 человек приписных жителей и 34 — «посторонних», из которых 31 мужчина и 24 женщины. За селением числилось 43 десятины земли. В хозяйствах имелось 21 лошадь, 14 волов, 19 коров и 13 голов мелкого скота.
После установления в Крыму Советской власти, по постановлению Крымревкома от 8 января 1921 года № 206 «Об изменении административных границ» была упразднена волостная система, Перекопский уезд переименовали в Джанкойский, в котором был образован Ишуньский район, в состав которого включили село, а в 1922 году уезды получили название округов. 11 октября 1923 года, согласно постановлению ВЦИК, в административное деление Крымской АССР были внесены изменения, в результате которых округа были отменены, Ишуньский район упразднён и село вошло в состав Джанкойского района. Согласно Списку населённых пунктов Крымской АССР по Всесоюзной переписи 17 декабря 1926 года, в селе Боз-Гоз-Китай, Тереклынского сельсовета Джанкойского района, числилось 17 дворов, все крестьянские, население составляло 90 человек, из них 52 русских и 38 украинцев. Постановлением ВЦИК РСФСР от 30 октября 1930 года был создан Фрайдорфский еврейский национальный район (переименованный указом Президиума Верховного Совета РСФСР № 621/6 от 14 декабря 1944 года в Новосёловский) (по другим данным 15 сентября 1931 года) и село включили в его состав, а после разукрупнения в 1935-м и образования также еврейского национального Лариндорфского (переименованный указом Президиума Верховного Совета РСФСР № 621/6 от 14 декабря 1944 года в Первомайский), село переподчинили новому району.
С 25 июня 1946 года Боз-Гоз-Китай в составе Крымской области РСФСР. Указом Президиума Верховного Совета РСФСР от 18 мая 1948 года Боз-Гоз-Китай переименовали в посёлок Спокойный. 26 апреля 1954 года Крымская область была передана из состава РСФСР в состав УССР. Ликвидирован до 1960 года, поскольку в «Справочнике административно-территориального деления Крымской области на 15 июня 1960 года» селение уже не значилось (согласно справочнику «Крымская область. Административно-территориальное деление на 1 января 1968 года» — в период с 1954 по 1968 годы как посёлок Октябрьского сельсовета Первомайского района).